# Birgit Hefti
Birgit Hefti (* 20. Oktober 1941) ist eine ehemalige deutsche Leichtathletin, die – für die Bundesrepublik startend – in den 1960er Jahren als Sprinterin aktiv war.
Als Mitglied des SV Lurup konnte sie sich mehrfach bei Deutschen Hallenmeisterschaften platzieren:
- 1963: 60 m Hürden Vizemeisterin hinter Ingrid Schlundt
- 1967: 400 m Vizemeisterin hinter Helga Henning
- 1968: 400 m Vizemeisterin hinter Gisela Köpke
- 1969: 400 m Dritte hinter Christel Frese und Inge Eckhoff
- 1970: 400 m Dritte hinter Christel Frese und Heidi Gerhard

Birgit Hefti bildete zusammen mit Christa Czekay, Antje Gleichfeld und Inge Eckhoff das „Norddeutsche Quartett“, das am 23. Juni 1969 in London über 4-mal 400 Meter in 3:41,5 min deutschen Rekord lief.
Bei den Europameisterschaften im gleichen Jahr in Athen war sie für die Staffel als Ersatzläuferin nominiert, kam aber nicht zum Einsatz.
1969 heiratete sie Dieter Barth, den Sportwart ihres Vereins.